# Borís Berezovski (empresario)
Borís Abrámovich Berezovski (en ruso: Бори́с Абра́мович Березо́вский, conocido también como Platón Elenin; Moscú, 23 de enero de 1946-Londres, 23 de marzo de 2013) fue un multimillonario empresario ruso de origen judío y antiguo matemático. Se lo conoce sobre todo por haber sido oligarca, magnate de los medios de comunicación y político durante la presidencia de Borís Yeltsin en la década de los años 1990. Los críticos lo han descrito como la epítome del «capitalismo de robo» ruso, pero él negaba haber participado en la violencia que tiñó la economía rusa durante esa era. Berezovski alcanzó la cima de su poder al final del mandato de Yeltsin, cuando era vicesecretario del Consejo de seguridad ruso, amigo de la hija de Borís Yeltsin, Tatiana, y miembro del círculo de confianza o «familia» de Yeltsin.
Berezovski hizo una fortuna importando a Rusia automóviles Mercedes durante los años 1990 y estableciéndose como distribuidor de vehículos familiares fabricados por la compañía rusa AvtoVAZ. Se hizo dueño de la compañía petrolera Sibneft y se convirtió en el accionista mayoritario del principal canal de televisión ruso, ORT, que él convirtió en un medio de propaganda para Borís Yeltsin en la fase final de las elecciones presidenciales de 1996. Aunque ayudó a Vladímir Putin a introducirse en la «familia» y fundó el partido que sirvió de base parlamentaria para Putin, Putin recuperó el control de la cadena televisiva ORT y atemperó las ambiciones políticas de los oligarcas rusos, que tenían muy mala fama entre la población.
Tras el ascenso de Putin a la presidencia rusa, Berezovski pasó a la oposición y abandonó apresuradamente el país al ser acusado de defraudar a un gobierno regional por valor de 13 millones de dólares estadounidenses. Posteriormente se le concedió asilo político en el Reino Unido. Desde entonces no dejaba de anunciar públicamente que tenía una misión: la de derrocar a Putin «por la fuerza». En el Reino Unido se asoció con Ajmed Zakáyev, Alexander Litvinenko y Alexander Goldfarb en lo que se ha dado en llamar «el Círculo londinense» de los exiliados rusos. Es fundador de la Fundación Internacional para las Libertades Civiles.
En 2007 un tribunal moscovita declaró a Berezovski culpable de desfalco masivo in absentia. Fue sentenciado a seis años de cárcel y condenado a devolver los 9 millones de dólares que había robado de la aerolínea estatal Aeroflot. Las autoridades rusas también lo han acusado de estar involucrado en los asesinatos de varios líderes críticos del régimen de Putin, entre los cuales están el tránsfuga del Servicio Federal de Seguridad Alexander Litvinenko y la periodista Anna Politkóvskaya, en un intento de desestabilizar al país y desacreditar a Putin. Se dictaron contra él órdenes de arresto en Rusia y Brasil por acusaciones de fraude, desfalco y lavado de dinero.
Berezovski salió ileso de un intento de asesinato en 1994. Hubo otros supuestos intentos de asesinato cuya autoría atribuía a los agentes rusos. Murió en la capital británica, aparentemente ahorcado.

## Principios e investigación científica
Berezovski nació en 1946 en Moscú, hijo de Abram Markovich Berezovsky, de origen judío. Estudió matemáticas aplicadas, doctorándose en 1983. Llevó a cabo investigaciones sobre la optimización y la teoría de control, publicando 16 libros y artículos entre 1975 y 1989. Se convirtió en miembro de la Academia de Ciencias de Rusia en 1991 y obtuvo la dirección de un laboratorio de su Instituto de las Ciencias del Control. Su número de Erdős es el 4.

## Carrera política y negocios en Rusia
Berezovski comenzó en los negocios en 1989 bajo la perestroika con la compra y reventa de automóviles del manufacturador estatal AutoVAZ. Oficialmente, Berezovski era consultado como experto en el desarrollo de sistemas optimizados de administración de empresas. En 1992 se creó una nueva compañía de utilitarios, la LogoVAZ, con Berezovski como presidente. LogoVAZ se convirtió en una concesionaria exclusiva de AutoVAZ, con una técnica de ventas (llamada reexportación) mediante la cual se vendían en el extranjero automóviles y después se volvían a comprar para venderlos en el mercado interno. Sin embargo, con frecuencia los vehículos no llegaban a exportarse y las operaciones de exportación e importación solo figuraban en el papel.[cita requerida] En mayo de 1994, Berezovski se convirtió en director de la alianza automovilística panrusa "AVVA" ("ABBA" en ruso cirílico) y se hizo famoso por ser el iniciador del proyecto "automóvil nacional". Esta empresa resultó ser en realidad un mero negocio financiero de venta en pirámide, ya que se vendían a inversores las acciones de una fábrica inexistente que jamás se había construido.[cita requerida]
Berezovski fue uno de los principales defensores de la liberalización política y económica en Rusia. Ha intervenido con frecuencia en política al invertir en los medios de comunicación liberales (sus holdings incluían los canales de televisión ORT y TV6, y los periódicos Nezavísimaya Gazeta, Nóvye Izvéstiya y Kommersant), también financiando a los candidatos liberales, haciendo declaraciones políticas e incluso buscando algún cargo él mismo. Fue durante un breve periodo secretario ejecutivo de la Comunidad de Estados Independientes (CEI) y posteriormente miembro de la Duma Estatal (cámara baja del parlamento ruso).
En condición de vicesecretario del Consejo de Seguridad de Rusia, Berezovski también participó en las conversaciones para liberar a los rehenes rusos y extranjeros secuestrados en Chechenia y, según se dice, transfirió una gran cantidad de dinero a cambio de los rehenes. En 1997 entregó dos millones de dólares de las arcas gubernamentales en efectivo a Shamil Basáyev, quien por entonces estaba a cargo de la reconstrucción de Chechenia en la posguerra. Berezovski mantenía lazos estrechos con los chechenos gracias a las conexiones con la diáspora moscovita. Dijo que había "salvado al menos a cincuenta personas que, de otra manera, habrían sido asesinadas; la mayoría eran simples soldados. Y créanme, todo esto ha sido estrictamente oficial, con el conocimiento pleno y el consentimiento del Kremlin". Sin embargo, el presidente checheno Aslán Masjádov acusó a Berezovski y al gobierno ruso de llegar acuerdos secretos con los secuestradores.
Durante la presidencia de Borís Yeltsin de 1991 a 1999, Berezovski se encontraba entre los hombres de negocios que tenían acceso al presidente. Adquirió acciones en compañías estatales, entre ellas AutoVAZ, la aerolínea Aeroflot y varias propiedades petrolíferas que reorganizó bajo el nombre de Sibneft, pagando tan solo una ínfima fracción del valor nominal de las mismas.[cita requerida]
Berezovski creó un banco para financiar sus operaciones y adquirió varios holdings mediáticos también. Estos holdings proporcionaron un apoyo esencial para la reelección de Yeltsin en 1996.
Según Alexander Goldfarb, Berezovski aseguró la designación de Vladímir Putin como primer ministro con un acuerdo secreto en el que Putin prometió su lealtad a Yeltsin y a su círculo de confianza, incluyendo al propio Berezovski. El 15 de junio del año 2000, The Times informó que la policía española había descubierto que Putin había visitado de incógnito un chalet en España que pertenecía a Berezovski hasta en cinco ocasiones en 1999. Según Ramzán Kadýrov, Berezovski se opuso firmemente a la segunda guerra chechena, pero a pesar de ello siguió apoyando la campaña presidencial de Putin del año 2000. Sin embargo, posteriormente Putin rompió el trato, supuestamente al airarse por la cobertura crítica que la cadena de televisión ORT, propiedad de Berezvoski, hizo de la explosión del submarino ruso Kursk. Putin obligó a Berezovski a vender sus acciones de la ORT, en parte a cambio de su promesa de liberar a Nikolái Glushkov, antiguo empresario de la compañía Aeroflot y socio de Berezovski, según afirmaciones de Goldfarb.
Mientras estuvo en Rusia, Berezovski sobrevivió a varios intentos de asesinato, entre los cuales hubo uno en que un coche bomba decapitó al conductor de su Mercedes-Benz 600 en 1994.

### Experiencia laboral
Tras licenciarse en el Instituto de Ingeniería de Montes de Moscú en 1968, Berezovski trabajó como ingeniero en un instituto científico y de investigación. De 1969 a 1987 pasó por los cargos de ayudante de investigador, investigador y finalmente director de uno de los departamentos del Instituto de Problemas de Administración de la Academia de las Ciencias de la URSS.
Su carrera académica fue bastante buena, pero él lo que buscaba era autorrealizarse. "Sabía que había personas más profesionales que yo en el campo de la ciencia. Quizás fuera ésta una de las razones para el cambio en mi vida. Cuando me metí en los negocios me di cuenta de que pocos eran capaces de hacer lo que yo hacía", declaró en una de sus entrevistas. Durante algún tiempo estuvo solo en sus negocios particulares. Algo más tarde Mijaíl Jodorkovski, Vladímir Potanin y otros que ahora se consideran oligarcas se incorporaron al negocio.
En 1989 Berezovski y Samat Zhabóev organizaron la compañía conjunta de "Logovaz". Pasados cuatro años, se convirtió en una de las empresas privadas más grandes de Rusia. Era la principal concesionaria de la productora de automóviles Autovaz. En 1993 el volumen de facturación de la compañía pasaba los 250 millones de dólares. Era una época en Rusia de transición de una economía planificada a una economía de mercado y, por tanto, apenas existía el sector privado. El 31 de mayo de 1994, Logovaz pasó a ser un holding y Berezovski fue nombrado presidente del Cuerpo de Directivos.
Poco después, Borís Berezovski presidía la Alianza Automovilística de Rusia. Después lanzó un proyecto que se publicitó como el proyecto del "coche popular". El objetivo era crear un automóvil ruso pequeño y de bajo consumo. Reunió unos 50 millones de dólares para este fin, pero el proyecto nunca llegó a llevarse a cabo.
A finales de 1996 dejó el puesto de director general de la Alianza Automovilística de Rusia y trató de hacerse con el control de la aerolínea Aeroflot, la mayor de Rusia. En aquel momento, el 51% aproximadamente de las acciones de la compañía pertenecían al estado y resultaba imposible obtener el control total de la misma. Sin embargo, sí que se podía hacer ofreciendo puestos a los administradores que pudieran ser controlados. Y eso es exactamente lo que hizo.[cita requerida]
En julio de 1994 el chófer de Berezovski resultó muerto en un ataque, pero el propio Berezovski no fue herido.
En enero de 1995 participó en la creación de la ORT, la mayor cadena de televisión nacional, y se hizo miembro de la directiva. Ese mismo año conoció a Román Abramóvich, con el cual creó una organización que sirvió más tarde para privatizar Sibneft, una compañía petrolífera siberiana.

## Exilio en Gran Bretaña
Rusia no veía con buenos ojos la postura de Berezovski sobre Chechenia ni su ventaja política, por lo que inició unas investigaciones sobre las actividades empresariales de Berezovski. Temiendo ser arrestado, Berezovski huyó a Londres en 2001, donde se le otorgó asilo político. Se lo acusó de fraude y corrupción política, pero los tribunales británicos han negado los tres intentos de extradición a Rusia. Desde su nuevo hogar en el Reino Unido, Berezovski ha criticado la actual administración rusa.
En 2003 Borís Berezovski se cambió formalmente el nombre a Platón Elenin (el nombre de su esposa es Elena). No explicó por qué se lo cambió, pero Platón es el nombre del protagonista de la película Tycoon, basada en su propia vida. En diciembre de 2003 se le permitió viajar con su nuevo nombre a Georgia, lo cual originó una disputa entre Rusia y Georgia.
En los últimos años, Berezovski ha compartido negocios con Neil Bush, el hermano benjamín del presidente de los Estados Unidos George W. Bush. Berezovski ha sido inversor en la empresa Ignite! Learning, una corporación de software educativo, desde al menos 2003. En 2005, Neil Bush se encontró con Berezovski en Estonia, causando momentos de tensión con Rusia a causa del estado de fugitivo de Berezovski. A Neil Bush también se lo vio en el palco de Berezovski en el Emirates Stadium, sede del club de fútbol británico Arsenal F.C. durante un partido. Ha habido especulaciones en el diario de habla inglesa The Moscow Times sobre que esta relación puede causar tensión en las relaciones bilaterales ruso-americanas.

## Participación en las elecciones presidenciales ucranianas de 2004
En septiembre de 2005, poco después de que el gobierno ucraniano, encabezado por la primera ministra Yuliya Tymoshenko, fuera disuelto por el presidente Víktor Yúshchenko, el anterior presidente de Ucrania Leonid Kravchuk acusó a Berezovski de financiar la campaña electoral presidencial de Yúshchenko y divulgó unas copias de documentos que mostraban transferencias de dinero de compañías que, según él, estaban controladas por Berezovski a compañías controladas por los que oficialmente apoyaban a Yúschenko. Berezovski confirmó que se había reunido con los representantes de Yúshchenko en Londres antes de las elecciones y que efectivamente hubo transferencias de dinero de sus compañías, pero se negó a confirmar o desmentir que las compañías que recibieron el dinero se hubieran utilizado en la campaña de Yúshchenko. La financiación de campañas electorales por ciudadanos extranjeros es ilegal en Ucrania. Según el reportaje The Russian Godfathers (Los padrinos rusos) de la BBC Berezovski ofreció millones para apoyar las manifestaciones espontáneas y estuvo en contacto diario con los principales líderes de la oposición durante la Revolución Naranja.
En septiembre de 2007 Berezovski lanzó un pleito contra dos políticos ucranianos, Oleksandr Tretyakov, un antiguo asistente del presidente, y David Zhvaniya, un antiguo ministro de emergencias. Berezovski los denunciaba por cerca de 23 millones de dólares, acusándolos de prevaricar con el dinero que les había ofrecido en 2004 para levantar la Revolución Naranja.

## Sus declaraciones

### Planificación de la segunda guerra chechena
Berezovski dijo que había mantenido una conversación con el líder islamista checheno Movladi Udúgov en 1999, seis meses antes del comienzo de los combates en Daguestán. Una transcripción de la conversación telefónica entre Berezovski y Udúgov se filtró a uno de los periódicos sensacionalistas moscovitas el 10 de septiembre de 1999. Udúgov propuso empezar la guerra en Daguestán para provocar la respuesta rusa, derrocar al presidente checheno Aslán Masjádov y establecer la nueva república islámica de Basáyev-Udúgov que sería prorrusa. Berezovski declaró haber rechazado esta oferta, pero "Udúgov y Basáyev conspiraron con Serguéi Stepashin y Putin para provocar una guerra que destituyera a Masjádov..., pero el acuerdo consistía en que el Ejército ruso se detuviera en el río Térek. Sin embargo, Putin engañó a los chechenos y comenzó una guerra total".

### Controversias políticas
En septiembre de 2005 Berezovski dijo en una entrevista a la BBC: "Estoy seguro de que Putin no tiene oportunidades de sobrevivir, incluso a las próximas elecciones de 2008. Estoy haciendo todo lo que está en mi mano para limitar su tiempo de mandato y me estoy pensando seriamente el volver a Rusia tras la caída de Putin, porque va a caer". En enero de 2006 Berezovski declaró en una entrevista a una radio moscovita que estaba trabajando por derrocar la administración de Vladímir Putin por la fuerza.
El 13 de abril de 2007, en una entrevista al periódico británico The Guardian, Berezovski declaró que estaba planificando la destitución violenta del presidente Putin mediante la financiación y el apoyo de unos golpistas en Moscú: "Necesitamos utilizar la fuerza para cambiar este régimen. No es posible cambiarlo por medios democráticos. No puede haber cambio sin fuerza o presión".' También admitió que durante seis años desde el 2002 ha luchado mucho por "destruir la imagen positiva de Putin" y dijo que "Putin ha creado un régimen autoritario contra la constitución rusa... No sé cómo sucederá, pero los regímenes autoritarios sólo se derrumban con la fuerza".
El fiscal general ha iniciado una investigación criminal contra Berezovski para saber si sus comentarios pueden ser considerados una "toma del poder por la fuerza", según aparece en el código penal ruso. De ser hallado culpable, se enfrentaría hasta a 20 años de cárcel.
El ministro Foregin and Commonwealth Office de Exteriores británico denunció las declaraciones de Berezovski, previniéndole de que su situación de refugiado político podría ser reconsiderada si sigue haciendo ese tipo de declaraciones. Además, Scotland Yard ya había anunciado que investigaría si las declaraciones de Berezovski habían violado la ley. Sin embargo, en el siguiente mes de julio el Crown Prosecution Service anunció que Berezovski no se enfrentaría a cargo alguno en el Reino Unido por sus comentarios. Los oficiales del Kremlin lo definieron como un "momento de incertidumbre" en las relaciones anglo-rusas.

Un joven porta un cartel con el lema "¡Berezovski, estamos contigo!" en un ataque policial durante una marcha de disidentes en 2007 en San Petersburgo. Los organizadores de La Otra Rusia dijeron que este eslogan era una provocación causada por grupos juveniles en favor del gobierno.

Poco después de las declaraciones de Berezovski, Gari Kaspárov, una figura importante del movimiento de oposición La Otra Rusia y líder del Frente Cívico Unido, escribió lo siguiente en su página web:
"Berezovski ha vivido en la emigración durante muchos años y ya no tiene una influencia significativa sobre los procesos políticos que tienen lugar en la sociedad rusa. Sus extravagantes proclamas son tan sólo una forma de llamar la atención. Además, para la gran mayoría de rusos Berezovski es un símbolo de la década de los 90, uno de los "chicos malos" que se enriquecieron a espaldas del presidente Yeltsin. El barullo informativo en torno a Berezovski resulta especialmente beneficioso para el Kremlin, que está tratando de comprometer a la verdadera oposición rusa. Berezovski no ha tenido, ni tiene en la actualidad, relación alguna con La Otra Rusia o con el Frente Cívico Unido."
Berezovski respondió en junio de 2007 diciendo que "no hay un solo político de importancia en Rusia al que él no haya financiado" y que en esto incluía a los miembros de La Otra Rusia. El director ejecutivo del Frente Cívico Unido dijo a su vez que la organización consideraría llevar a juicio a Berezovski por estas declaraciones.

## Supuestos intentos de asesinato en Londres

### La supuesta trama de 2003
Según Aleksandr Litvinenko, un agente del Servicio de Inteligencia Exterior ruso (SVR) en Londres estaba tramando asesinar a Berezovski con una arma binaria en septiembre de 2003. De esta supuesta trama se informó a la policía británica. Hazel Blears, por entonces ministro del Interior británico, dijo que las investigaciones realizadas sobre estas acusaciones "no pudieron ni confirmar la información ni hallar pruebas de un delito criminal". Berezovski a su vez acusó a Putin de ordenar el envenenamiento de Aleksandr Litvinenko.
Esta no fue la única supuesta trama para asesinar a Berezovski que había sido anunciada por Litvinenko. El 17 de noviembre de 1998, durante el periodo en que Vladímir Putin fue director del Servicio Federal de Seguridad (FSB), cinco altos cargos del Directorio del FSB para el Análisis de las Organizaciones Criminales aparecieron en una conferencia de prensa en la agencia de noticias rusa Interfax. Estos cargos, que incluían al entonces teniente coronel Litvinenko, acusaron al director del Directorio y a su vicedirector de ordenarles asesinar a Borís Berezovski y al oficial del FSB Mijaíl Trepashkin en noviembre de 1997.

### La supuesta trama de 2007
En junio de 2007 Berezovski dijo que había huido de Gran Bretaña por consejo de Scotland Yard, ya que existían informes de que estaba en el punto de mira de un intento de asesinato por un francotirador ruso sospechoso. El 18 de julio de 2007, el tabloide británico The Sun informó que el hipotético asesino había sido atrapado por la policía en el Hotel Hilton en Park Lane. Dijeron que el sospechoso, arrestado por la policía antiterrorista tras ser investigado durante una semana por el MI5, fue deportado a Rusia al no hallarse armas y no haber suficientes pruebas para incriminarle. Además, dijeron que la policía británica había colocado una patrulla de oficiales uniformados alrededor de la casa del disidente checheno Ajmed Zakáyev en el norte de Londres y que se había telefoneado a la viuda de Litvinenko, Marina, para advertirla de que debía tomar más medidas de seguridad. El embajador de Rusia en el Reino Unido, Yuri Fedótov, dijo que no tenía noticias de esa trama y declaró en el programa Today (Hoy) de la radio BBC Radio 4 que no había "nada que confirmase" la trama, si bien la policía británica sí confirmó que había arrestado a un sospechoso en una supuesta trama de asesinato.
Berezovski dijo que le informaron de que el asesino podía ser alguien que él conocía, que le iba a disparar a la cabeza para entregarse después a la policía. De nuevo acusó a Vladímir Putin de estar detrás de una trama para asesinarlo. El Kremlin negó acusaciones parecidas en el pasado. Según The Guardian, se especula con que Berezovski filtró a los medios de comunicación detalles del supuesto complot para asesinarlo para oponerse a Moscú, una vez que las autoridades británicas hubieron devuelto al francotirador sospechoso a Moscú. El tiempo en que sucedió esta historia también se ha considerado sospechoso al suceder en medio de una disputa por los intentos de Gran Bretaña de incriminar con el asesinato de Litvinenko a un ejecutivo ruso y antiguo agente de seguridad, Andréi Lugovói.
De acuerdo con la entrevista ofrecida por un alto cargo de la seguridad británica a la BBC2 en julio de 2008, el supuesto agente ruso, conocido como "A", era de nacionalidad chechena. El Kommersant lo identificó como el agitador checheno Movladi Atlangueríyev, hecho desaparecer en enero de 2008 por hombres armados desconocidos en Moscú.

## Sentencia criminal
El 5 de septiembre de 2007, se inició en Moscú un juicio in absentia por la acusación de que Berezovski había malversado fondos de la aerolínea rusa Aeroflot durante la década de los años 1990. El 29 de noviembre de 2007 un tribunal moscovita halló culpable a Berezovski de desfalco masivo y lo condenó a seis años de cárcel. El tribunal descubrió que había robado 214 millones de rublos (cerca de 9 millones de dólares americanos) a Aeroflot a través de fraudes y lo condenó a devolver el dinero. Berezovski calificó este veredicto de "farsa". El juez consideró a Berezovski parte de un grupo criminal organizado que incluía a directivos de Aeroflot.

## Acusaciones de actividad criminal

### Litigios conForbes
Un artículo de la revista Forbes de 1996 titulado ¿El padrino del Kremlin?, escrito por el periodista ruso-americano Paul Klebnikov, describía a Berezovski como un jefe de la mafiya que mandaba asesinar a todos sus adversarios. Berezovski llevó a juicio a la revista por difamación y el litigio acabó finalmente con la retractación de la revista de ambas acusaciones. Klebnikov amplió el artículo convirtiéndolo en un libro, El padrino del Kremlin, que Berezovski no denunció en los tribunales. Más tarde Klebnikov sería asesinado en 2004.

### Órdenes de arresto en Rusia y Brasil
Los fiscales rusos han acusado a Berezovski de un sinfín de delitos, entre los cuales los de fraude, desfalco y preparación de un derrocamiento violento del gobierno de Putin. Berezovski niega todas estas acusaciones.
El 12 de julio de 2007 un juez brasileño mandó una orden de arresto contra Berezovski y otros sospechosos británicos y brasileños relacionados con una investigación sobre el grupo Media Sports Investments, que era sospechoso de lavado de dinero. Berezovski está acusado de ser el principal soporte financiero del MSI. Dado que ni Berezovski ni los iranianos de nacimiento Kia Joorabchian y Noyan Bedru se encontraban en Brasil en ese momento, las órdenes de arresto fueron transmitidas a la Interpol. Berezovski consideró la investigación brasileña como parte de la "campaña politizada" del Kremlin contra su persona.

### Acusaciones de blanqueo de dinero
Berezvosky fue investigado por las autoridades financieras suizas desde 1999 por blanqueo de dinero y pertenencia a una organización criminal. En 2003 la Bundesanwaltschaft inició una querella criminal contra Berezovski y, entre otros, contra Nikolái Glushkov por blanqueo de dinero a través de las empresas suizas Ovaco AG, situada en la Monbijoustrasse en Berna, y Anros SA en el World Trade Center de Lausana. Berezovski afirmó que el proceso estuvo motivado por el antisemitismo. En diciembre de 2006, cuando saltó la noticia de la muerte de Alexander Litvinenko, la Bundesanwaltschaft anunció que sus investigaciones contra Borís Berezovski aún estaban en marcha.
En agosto de 2007 el vicefiscal general ruso anunció que auditores de hacienda holandeses habían visitado Moscú en relación con un caso de blanqueo de dinero en el que estaba involucrado Berezovski. Mientras la prensa en Rusia afirmaba que se había abierto un caso criminal contra Berezovski en Holanda por blanqueo de dinero, la fiscalía holandesa (o Openbaar Ministerie) se apresuró a desmentirlo, diciendo que Berezovski no era objeto de investigación criminal alguna en Holanda, mientras el propio Berezovski respondía diciendo que él no hacía negocios en Holanda. Varios periódicos holandeses replicaron que el nombre de Borís Berezovski sí que aparecía en un dossier sobre blanqueo de dinero, sobre lo cual la fiscalía holandesa rehusó hacer comentarios.

## Muerte
El 23 de marzo de 2013 Berezovski falleció en su residencia en Londres. Se supone que fue un suicidio.